# Naturschutzgebiet Krähenpfuhl

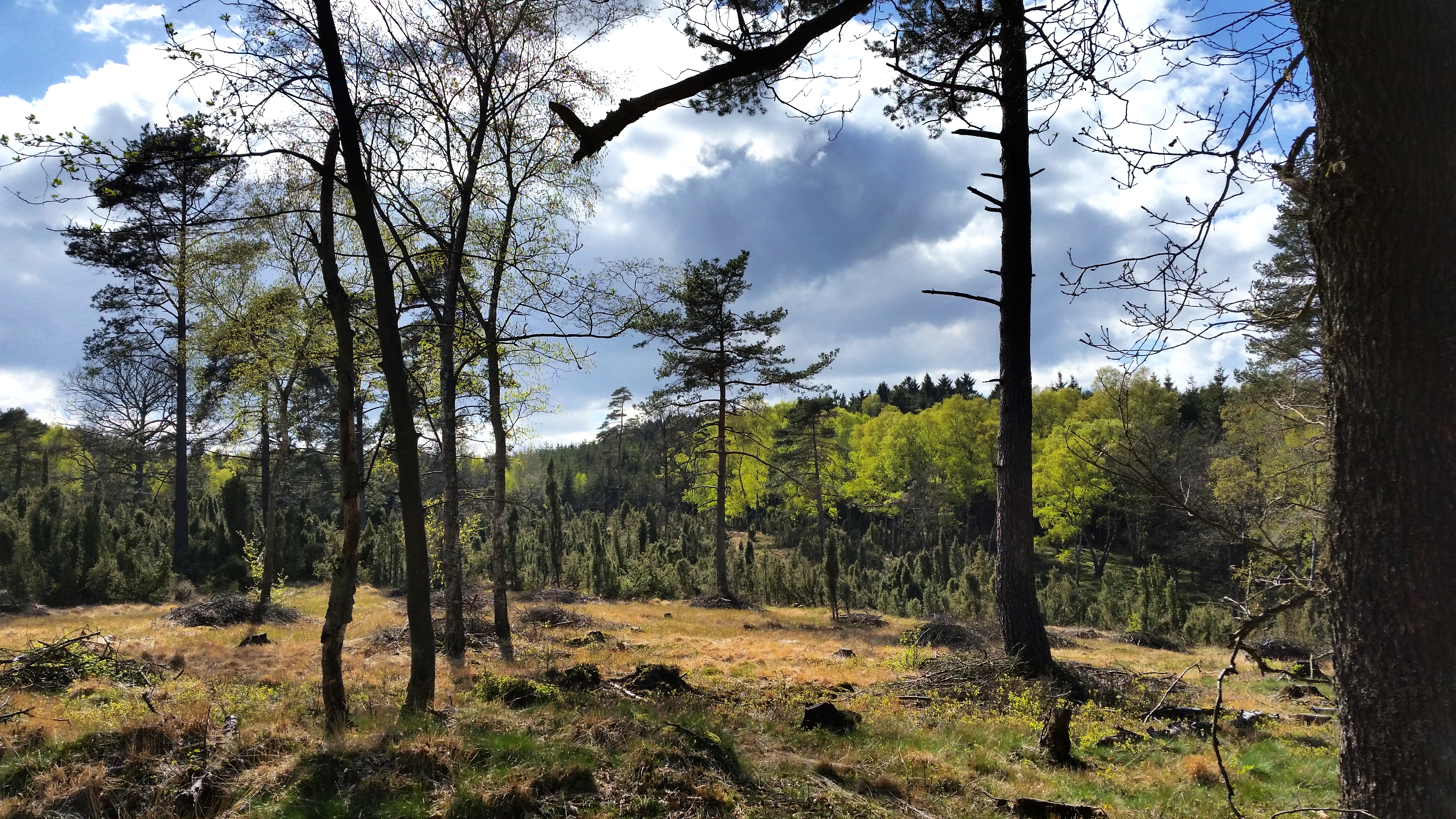
Naturschutzgebiet Krähenpfuhl

Das Naturschutzgebiet Krähenpfuhl ist ein 4,7 ha großes Naturschutzgebiet (NSG) westlich des Dorfs Albaum im Gemeindegebiet von Kirchhundem im Kreis Olpe in Nordrhein-Westfalen. 1953 und 2004 hat die Bezirksregierung Arnsberg das Gebiet per Verordnung als NSG ausgewiesen. Das NSG besteht aus zwei Teilflächen. Vier Hektar des NSG sind 2004 auch als FFH-Gebiet Krähenpfuhl (DE-4914-301) ausgewiesen.

## Gebietsbeschreibung
Bei dem NSG handelt es sich um meist feuchte Waldbereiche und eine großflächige Wacholderheide. Beim Wald handelt es sich um Birken-Moorwälder, Erlen-Bruchwälder und Auenwälder. Im NSG befinden sich auch Bereiche mit vermoorten Zwergstrauchheiden.